# Mari (Mesopotàmia)
Mari (àrab: مــاري, Mārī; actualment Tell Hariri, àrab: تل الحريري, Tall al-Harīrī) va ser una antiga ciutat-estat situada a l'Eufrates, en territori que avui dia correspon a Síria, en una plana a 11 km d'Abou Kemal, i a uns 12 km de la frontera iraquiana. L'arqueòleg francès André Parrot va excavar el lloc des de 1933, i més tard Jean-Claude Margueron el 1979; després de 40 campanyes, es calcula que una quinzena part del lloc ja ha estat excavat (8 hectàrees de 110). Els seus habitants s'anomenaven mariotes.

## Situació

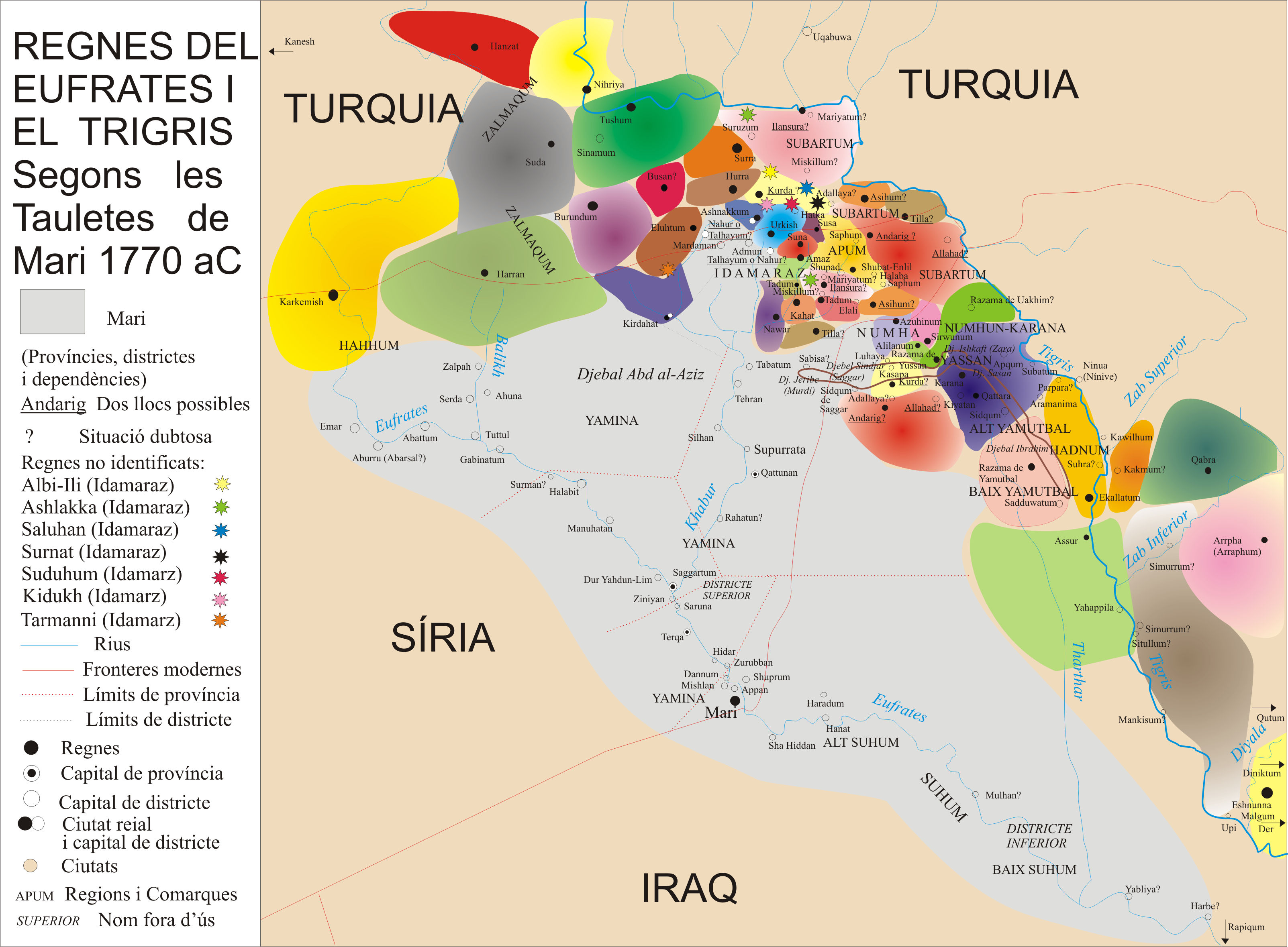
Mari vers el 1770 aC

La zona és àrida amb pluges inferiors a 150 mm, quan són necessaris 250 mm per a una agricultura de secà; en la zona no es podia practicar l'agricultura sense una xarxa de canals de rec elaborada i treballs que en aquest sentit es van realitzar. Una xarxa de rec a la riba dreta del riu desaigua en un llac de retenció alimentat a l'hivern per pluges. Segons J. C. Margueron, un gran canal de 120 km que uneix l'eix del Khabur a l'eix de l'Eufrates a 10 o 12 km més avall de Mari, dataria de l'inici del III mil·lenni, tot i que això encara és objecte de discussió.
Els sobirans de Mari rebien el 20% del valor de les mercaderies en trànsit i el seu comerç sembla que es realitzava més per terra que pel riu, ja que l'Eufrates era poc practicable cap avall i la principal ruta era la terrestre via el triangle del Khabur.

## Història

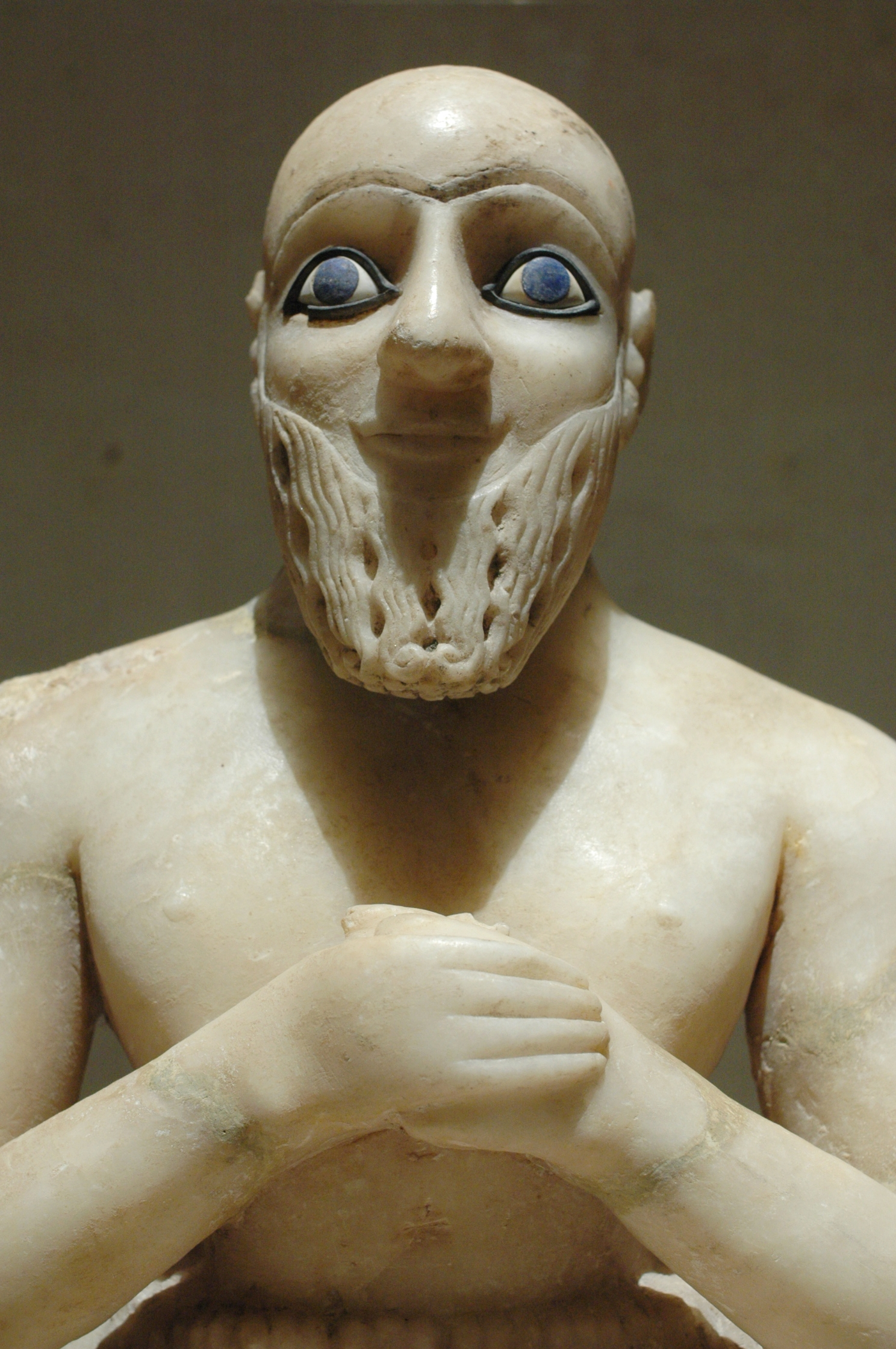
L'intendent Ebih-Il, dignitari de Mari, vers 2400 aC, Museu del Louvre

### Mari als arxius d'Ebla
Mari s'hauria fundat durant els primers segles del III mil·lenni aC, aproximadament cap al 2700/2600 aC, en un període que coincideix amb les primeres dinasties de Summer. És esmentada per primer cop en els texts trobats a Ebla que daten del segle XXIV aC. Els sobirans d'Ebla aleshores eren tributaris dels mariotes abans de sostreure's del tribut, cosa que testimonia la potència que més endavant va agafar Mari, que confirma l'arqueologia. Les llistes reials sumèries mencionen Ilshu coma primer rei de la ciutat, cap a l'any 2700 aC. L'hegemonia sobre la regió hauria passat a Mari des d'Adab, en una data discutida però que podria ser cap a la meitat del segle XXIV aC. No és clar que tota la dinastia fos independent i potser només la va tenir el rei Carrum-Iter. Al final del segle XXV aC, Mari apareix en lluita contra el poder dominant, Lagash. Potser el 2420 aC Iblul-El va dominar Ebla. Després de Carrum-Iter (o també Sharrum-Iter, segurament entre el 2373 aC i el 2364 aC) l'hegemonia va passar a Kix. Cap a l'any 2334 aC, la ciutat va ser destruïda per primer cop per Sargon I d'Accad, que declara que va passar per Mari en la seva campanya cap a l'oest i la va utilitzar com a base d'operacions. Així, el primer període s'acaba amb la conquesta de la ciutat per Sargon. Els reis de Mari portaven el títol sumeri de lugal (rei), encara que hi ha alguns casos en què el rei, en dirigir-se al d'Ebla (on el rei portava el títol d'en) s'auto-anomena també com a en. Iblul-El o Iblul-Il apareix en una llista de reis que es dataria abans del 2500 aC, però hi ha un rei amb el mateix non que es dataria potser el 2420 aC, un segle o dos després. Si no es tracta de dos reis diferents, aleshores el primer hauria estat intercalat a la llista per causes incertes. El 2420 aC aproximadament un rei de nom Iblul-El, que seria contemporani d'Igrish-Halam d'Ebla, rebia des d'Ebla un important tribut d'or i plata.

### Ocupació per Sargon d'Accad i període delsšakkanakku
Després de l'ocupació de Mari per Sargon I d'Accad (a l'entorn del 2330 aC), uns governadors imperials es van establir a la ciutat. Dues filles del rei accadi van actuar a Mari: Mekibbar i Shumsani, l'última segurament com a sacerdotessa de Shamash. En aquesta època Tuttul ja depenia de Mari. El culte principal es dirigia al déu Dagan, un déu semita, que també era venerat a Tuttul. Revoltada contra Naram-Sin a mitjan segle XXIII, va ser sotmesa i segurament en aquell moment la ciutat va ser destruïda en part, encara que hi ha qui opina que aquesta segona destrucció, potser el 2260 aC, la va dur a terme el seu rival tradicional, l'estat d'Ebla. En els anys següents, per diverses causes, la població va declinar.
Hi va governar una dinastia de generals o governadors militars accadis que portaven el títol sumeri de Šagin, o l'accadi de šakkanakku (o shakkanakku), equivalent a ‘governador militar’, que potser ja governaven a la ciutat des de temps de Manishtushu d'Accad i que la dirigien com a sobirans independents, conservant el poder uns 500 anys. En aquesta època la base de la població es va modificar amb l'arribada d'hurrites i d'amorrites. Els reis d'Ur (III) van dominar durant un segle Mesopotàmia, però no van alterar la independència de Mari. Aquest període té molt poques fonts escrites, però l'arqueologia demostra una gran prosperitat a la ciutat. L'època dels shakkanakku va acabar segurament el 1900 aC per causes desconegudes. Se suposa que hauria patit els efectes del retrocés general d'aquelles zones, decadència que va passar entre el 2200 i 1900 aC constatada en molts llocs; es creu que la ciutat es va abandonar. Hi ha una llista de shakkanakkus dels quals només el darrer, Ibit-Lim, apareix també per una altra font (els arxius d'Ebla). Ibit-Lim hauria controlat Terqa, Tuttul i Ebla a més de Mari. Sembla que els amorrites de Terqa (els bensimalites) dirigits per Yagid-Lim es van poder apoderar de la ciutat i la van repoblar. Yagid-Lim és el primer rei de nom amorrita que apareix.

### Període amorrita

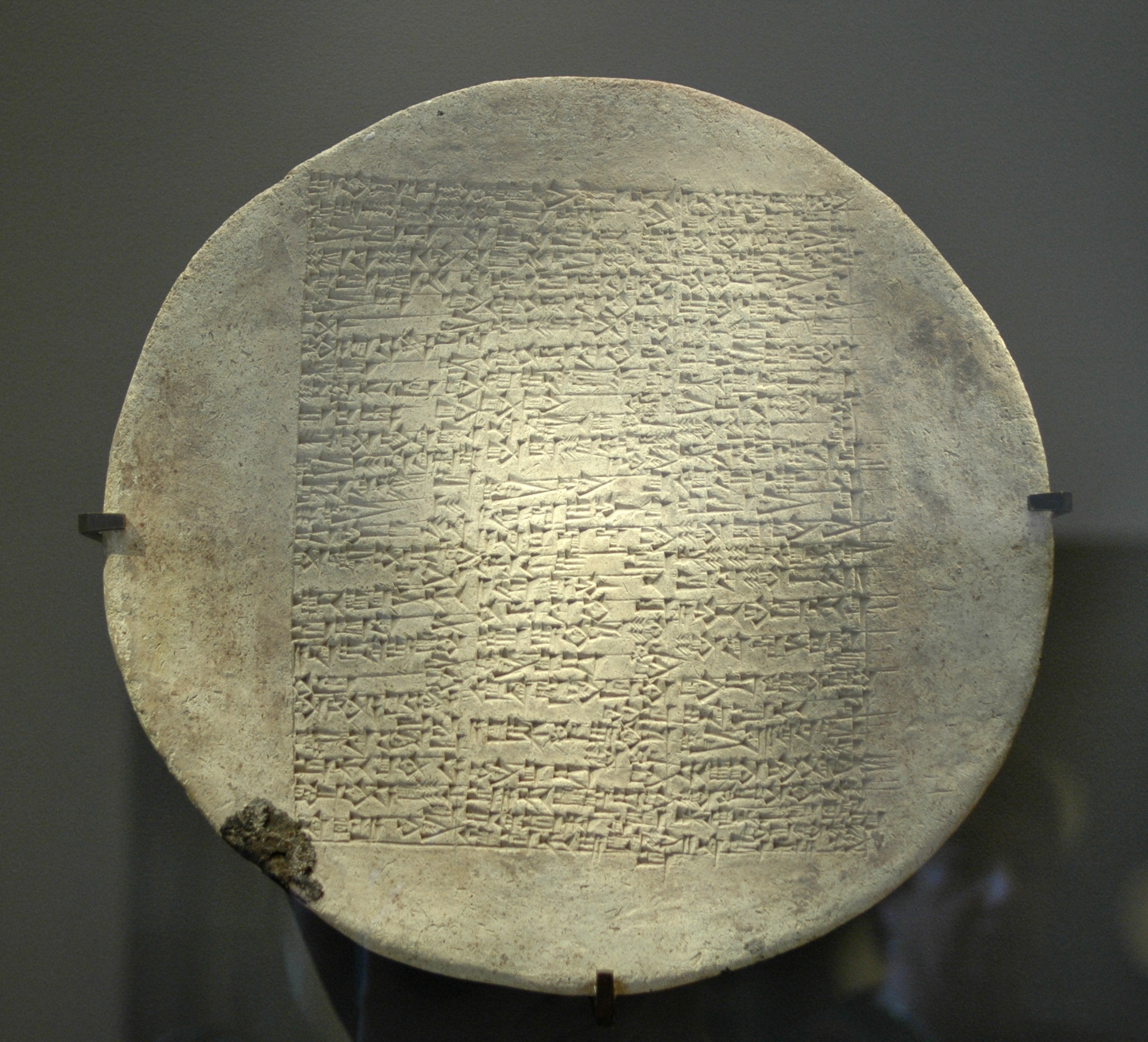
Disc inscrit portant una inscripció commemorant la victòria de Yakhdun-Lim contra els benjaminites i la seva expedició fins a la Mediterrània, Museu del Louvre

Cap al 1800 aC Mari s'estenia des de la frontera de Babilònia fins a les regions de Síria. Estava llavors poblada per amorites que parlaven un hebreu arcaic. Yakhdun-Lim és el primer rei amorita de qui es tenen suficients notícies i és més conegut que els dos (o més) antecessors seus. Era fill de Yagid-Lim, a qui va succeir, i hauria regnat des del 1810 aC aproximadament fins potser el 1798 aC. La seva primera tasca va ser estendre el seu regne a l'oest, on va sotmetre Terqa, governada per Yahdun-Lim, i Tuttul. Després es va dirigir cap al triangle del Khabur al nord, al mateix moment que el rei Xamxi-Adad I (Šamši-Addu) d'Ekal·latum, fill i successor de Ila-Kabkabu, buscava implantar-se a la regió, i al que va derrotar posant el regne hurrita d'Urkish sota la seva sobirania. Després es va enfrontar al rei de Yamkhad (Alep) i va formar aliança amb Eshnunna, fet que va molestar Yamkhad, que va donar suport a una revolta dels nòmades benjaminites. El seu regnat es va acabar amb un cop d'estat, que va portar al poder al seu fill Sumu-Yamam. Al cap de poc, Samsi-Addu d'Ekal·latum va envair i conquerir el regne, que cap al 1782 aC va donar el govern com a rei vassall al seu fill Yashmakhadad (Yasmah-Addu). Shamsiadad va tenir contactes amb el rei de Yamkhad Sumu-epukh, ja que es va aliar amb un enemic seu, el rei de Qatna, que tenia una filla que s'havia casat amb Yashmakhadad (Yasmah-Addu). El rei de Yamkhad va donar suport a Zimrilim (Zimri-Lim), descendent de la família reial anterior, i a altres senyors que havien estat expulsats per Shamsiadad. Quan va morir, potser el 1775 aC, el seu fill Yashmakhadad va ser expulsat ràpidament de Mari per Zimrilim.

#### Zimri-Lim
Una vegada al tron, Zimrilim va haver d'escollir entre una aliança amb Yamkhad (Alep) o amb Eshunna, i va escollir als d'Alep, que l'havien ajudat a prendre el poder a Mari; això li va portar un conflicte amb Eshunna, que va encoratjar una revolta dels nòmades benjaminites. Zimri-Lim va sufocar la revolta i va reforçar el seu poder. La resta del seu regnat va consistir a portar Mari al primer pla entre els estats de l'Orient Mitjà. Es va aliar al rei d'Elam quan aquest va atacar Eshunna, però una vegada es va ocupar la ciutat, el rei elamita va escollir de continuar cap al sud i el nord de Mesopotàmia, amenaçant les posicions de Mari a la regió del Khabur. Zimri-Lim es va aliar llavors amb el rei Hammurabi de Babilònia, que havia donat suport al rei d'Elam abans de penedir-se'n. Van aixecar una coalició contra Elam, que va aconseguir rebutjar els elamites cap al seu territori.
Enfortit per aquest èxit, Zimri-Lim va reforçar la seva dominació a l'alta Mesopotàmia. Però la seva aliança amb Babilònia es va acabar girant contra ell- Després d'ajudar a Babilònia a ocupar Larsa, va esdevenir el regne més poderós de la Baixa Mesopotàmia i aviat va tenir plans expansionistes cap al nord on va amenaçar les posicions de Mari. El final va ser un conflicte obert on els exèrcits babilonis van destruir Mari circa el 1760 aC.

#### El regne de Zimri-Lim

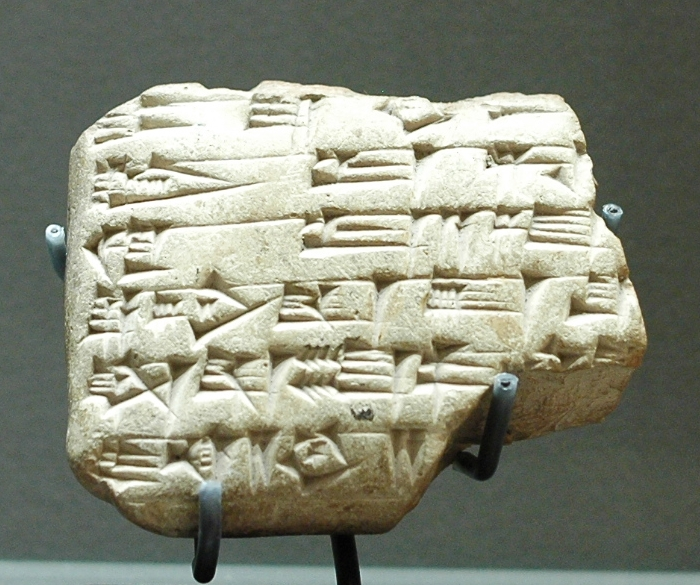
Tauletes dels arxius del palau reial de Mari, regne de Zimri-Lim

Els reis amorrites (o amorites) portaven el títol de šarrum i eren l'autoritat suprema. Disposaven d'una administració central formada pel seu entorn. El dignatari principal era el visir (šukkallum). Un šandabakku tenia com a tasca controlar l'economia del regne. Un consell (pirištum, 'secret'), assistia el sobirà en la presa de decisions.
El regne estava dividit en quatre províncies a l'entorn de Mari, Terqa, Saggaratum i Qattunan, i el territori de Suhum, que disposava d'un estatut separat. Al capdavant de cada província es trobava un governador (šapitum) ajudat per un intendent (abu bītim) i un responsable del domini (ša sikkatim). Les tribus nòmades bensimalites estaven controlades pels caps de pastures (merhūm). L'administració del Regne de Mari és prou coneguda mercès a l'abundant documentació trobada, i unes 1.300 cartes han estat publicades per Jean-Marie Durand i on el paper dels governadors està ben documentat.
- La província de Mari estava governada en temps de Zimri-Lim per Itur-Addu, que hauria mort al quart any del regnat del sobirà i el seu successor va ser Bahdi-Addu. Els elamitesel van derrotar a Hirium i es va haver de retirar cap a la ciutat de Mari, i el va succeir Bahdi-Lim. Després hi apareix Sumu-Hadum.
- Terqam, de la qual es coneix el nom de dos governadors: Kibri-Dagan i Sammetar.
- Saggaratum estava dirigida per Habduna—Dagan, al qual va succeir Suhmu-rabi, mort el cinquè any del regnat de Zimri-Lim, i després per Yaqqim-Addu.
- Qattunan estava governada per Ilushu-natsir (o Ilušu-naṣir) i per Zakira-Hammu i Zimri-Addu (que es creu que co-governaven) i més tard el governador únic va ser Yatarum.
- Al nord, els nòmades bensimalites estaven controlats per un cap de pastures (Merhu) i en temps de Zimri-Lim ho va ser l'anomenat Bannum, que va morir poc després i el van seguir Ibal-El i Ibal-pi-El.
- Al sud, al Suhum, el territori dels suheus, el càrrec estava ocupat per Meptum.

L'exèrcit de Mari tenia les mateixes divisions que les del Regne d'Ur (III): els soldats (rēdû) estaven agrupats en unitats de deu (eširtum), dirigides per un cap (waklum). Cinc eširtū (o sigui, un grup de 50 soldats) formaven una unitat de nom desconegut dirigida per un tinent (laputtum). Deu eširtū formaven una "secció" (pirsum) d'uns cent soldats, dirigida per un "capità" (rab pirsim). Dues o tres seccions formaven una "divisió" (lītum) de dos-cents a tres-cents soldats, que estava manada per un "general" (rabi amurrim). Després un cos d'exèrcit d'uns mil soldats, ummānum, manat per un cap d'exèrcit (âlik pān ṣābim), que era un dels grans dignataris del regne. Hi havia diferents tipus d'unitats, segons la seva tasca. També hi havia guarnicions urbanes (sāb birtim), una guàrdia del palau (sāb bāb ekallim), tropes d'enginyeria (sāb tupšikkānim) i cossos expedicionaris, alguns formats per ètnies específiques.

## Llista de reis

Mari i la Babilònia d'Hammurabi, 1792 al 1750 aC

La llista dels reis de Mari es llegeixen a la llista de reis sumeris. A més, les inscripcions trobades a Mari abans del període de Sargon d'Accad (inscripcions presargòniques segons els arqueòlegs), documenten també els noms dels reis d'aquesta ciutat-estat al menys des de mitjans del tercer mil·lenni aC. Es tracta d'un material incomplet, que anomena d'una manera arbitrària els sobirans del país. Estan redactades en accadi antic i tenen més aviat un sentit religiós i no polític. Són inscripcions votives sobre estàtues que representaven físicament els reis, que es depositaven com a ex-vots als temples de la deessa Ixtar (que allà s'anomenava Ashtar) i es dedicaven a aquesta deessa que també prenia el nom d'Inanna-Zaza i Inanna-Nita, sens dubte la divinitat més important d'aquest període a Mari. Entre els anys 2700 aC i 2400 aC s'han trobar els noms de 19 reis. Les llistes trobades a Ebla enumeren 10 monarques. No es coneix en realitat la duració de cada un dels reis, però les llistes indiquen una continuïtat en el sistema monàrquic.
- Ilshu, també anomenat Anbu o Anabu o Anapu(?), cap a l'any 2500 aC.
- Desconegut (potser Anba?),[1] potser del 2470 aC al 2450 aC, fill de l'anterior.
- Lamgi-Mari (potser Ishqi Mari, i si fos així hauria estat l'últim rei de la dinastia presargònica), cap al 2450 aC (o el 2295 aC).
- Desconegut (potser Bazi, segons l'arxiu d'Ebla),[1] potser del 2450 aC al 2420 aC, de malnom el Treballador del cuiro.
- Ikun-Shamash, vers 2450-1445 aC (aquest rei podria ser el mateix que el següent)
- Ikun-Shamagan, vers 2445-2425 aC (aquest rei podria ser el mateix que l'anterior)
- Iblul-El (Iblul-Il), vers 2425-2400 aC
- Desconegut (Zizi, a les llistes d'Ebla),[1] vers 2423-2403 aC
- Desconegut (Limer),[1] vers 2403-2373 aC, "sacerdot de Gudu"
- Desconegut (Carrum-Iter o Sharrum-Iter),[1] vers 2373-2364 aC
- Saba (Anubu)
- Saumu
- Ishrup-Shar (Ishrup-Ashtar)
- Iblul-El (Iblul-Il) (II?)
- Nizi
- Enna-Dagan
- Ikun-Ishar
- Hida'ar o Hidar
- Ishqi Mari
- A Sargon I d'Accad i successors, entre el 2334 aC i el 2200 aC

Període dels shakkanakku:
- Ididish
- Shu-Dagan
- Ishma-Dagan
- Nur-Mer
- Ishtub-El
- Ishgum-Addu
- Apilkin
- Iddi-El o Iddi-Illum
- Ili-Ishar
- Tura-Dagan
- Puzur-Ishtar
- Hitlal-erra
- Hanun-Dagan
- Isi-Dagan
- Ennin-Dagan
- Tura-Dagan
- Amer-Nunu
- Tir-Dagan

Dinastia amorrita:
- Yaggid-Lim, vers 1825 aC
- Yakhdun-Lim, vers 1800 aC
- Sumu-Yaman, 1793-1791 aC

Dinastia d'Ekal·latum:
- Xamxi-Adad I d'Ekal·latum, vers 1791 aC-1782 aC
- Yashmakhadad, vers 1782 aC-1775 aC

Dinastia amorrita (segona vegada):
- Zimrilim (Zimri-Lim), 1775-1759 aC (fill de Iakhdun-Lim)
- a Babilònia, 1759 aC
- als cassites, sobre el 1720 aC.

Dinastia cassita:
- Gandaix (rei a Mari i a Terqa), primer rei cassita
- Agum I, vers el 1700 aC (rei a Mari i a Terqa)
- Kaixtiliaix I, vers el 1675 aC (rei a Mari i a Terqa)
- Uixi, vers el 1660 aC
- Abirattaix, vers el 1650 aC
- Kaixtiliaix II, vers el 1640
- Urzigurumaix, vers el 1625 aC
- Kharbaixikhu, vers el 1610 aC
- Tiptakzi, vers el 1600 aC
- Agum II, vers 1580 aC
- Des de potser el 1570 aC, Babilònia es va convertir en el centre dels dominis cassites, i Agum II resideix a Babilònia.

Restabliment d'una dinastia local (vassalla de Mitanni segle XV-XV aC, i d'Assíria després)
- Segle XV-XIV aC, desconeguts
- vers 1320-1300 aC Akit-Teššup
- vers 1300-1280 aC Zimuya (sotmès a Assíria)
- vers 1280-1260 aC Adad-bēl-gabbe I
- vers 1260-1230/1220 aC Rei (o reis) desconegut(s)
- vers 12230/1220-1200 aC Aššur-ketta-lēšir I
- vers 1200-1180 aC Adad-bēl-gabbe II
- vers 1180-1140 aC tres germans (fills de l'anterior), regnats successius: Rīš-Nergal, i Etel-pī-Adad
- vers 1140-1120 aC Un rei de nom desconegut (fill de Mannu-lū-yā'u) seguit del seu germà Adad-bēl-apli
- vers 1120-1100/1090 aC. Adad-bēl-gabbe III Aššur-ketta-lēšir II
- vers 1100/1090-1075 aC Enlil-šar-ilāni.[2]

## El jaciment arqueològic
És l'actual Tell Hariri a Síria.
El primer nivell d'ocupació remunta al període conegut com a Jemdet Nasr abans del 3000 aC. Mari va ser una ciutat pròspera i comercial. Es va desenvolupar un enginyós sistema de reg, que al mateix temps facilitava el trànsit fluvial. Segons Margueron, es va construir un canal de 120 km que unia el Khabur amb l'Eufrates (el trajecte natural era difícil), però aquesta obra no s'esmenta en les fonts i una part dels erudits pensa que és d'època islàmica. A la riba dreta de l'Eufrates, al nivell de Mari, una important xarxa de reg es va posar en servei. La ciutat estava retirada del riu per evitar inundacions i un dic la rodejava per limitar-ne encara més el risc. Un canal l'abastia d'aigua. Les muralles tenien uns 1.300 metres de diàmetre, però fora d'algunes cases quasi no en queda res; s'han trobat objectes de bronze molt ben fets, cosa que mostra un desenvolupament de la metal·lúrgia.
El nivell II mostra un afebliment de la ciutat per raons desconegudes i no es recupera fins al 2700 aC o 2600 aC. D'aquesta època és un temple dedicat a Ixtar, que ha estat descobert a la part oest del tall principal; al centre del tall, hi ha diversos temples dedicats a Ninhursag, Shamash, Ninni-zaza, Ishtarat i potser Dagan, i el "massís Roig", una terrassa alta que sosté un temple. Just al costat se situa un edifici anomenat "recinte sagrat" (a l'emplaçament del futur palau reial), format per un conjunt de petites sales rodejant un espai central. No s'ha trobat el temple d'Itur-Mer, la divinitat tutelar de Mari. Al costat, hi ha el palau que dataria de vers 2600 a 2500 aC, presargònida, cobert pel gran palau reial posterior. S'han trobat algunes estàtues i alguns objectes de gran valor. La destrucció de la vila vers el 2250 aC seria obra de Naramsin d'Accad, quan va reprimir la revolta de Mari contra ell.

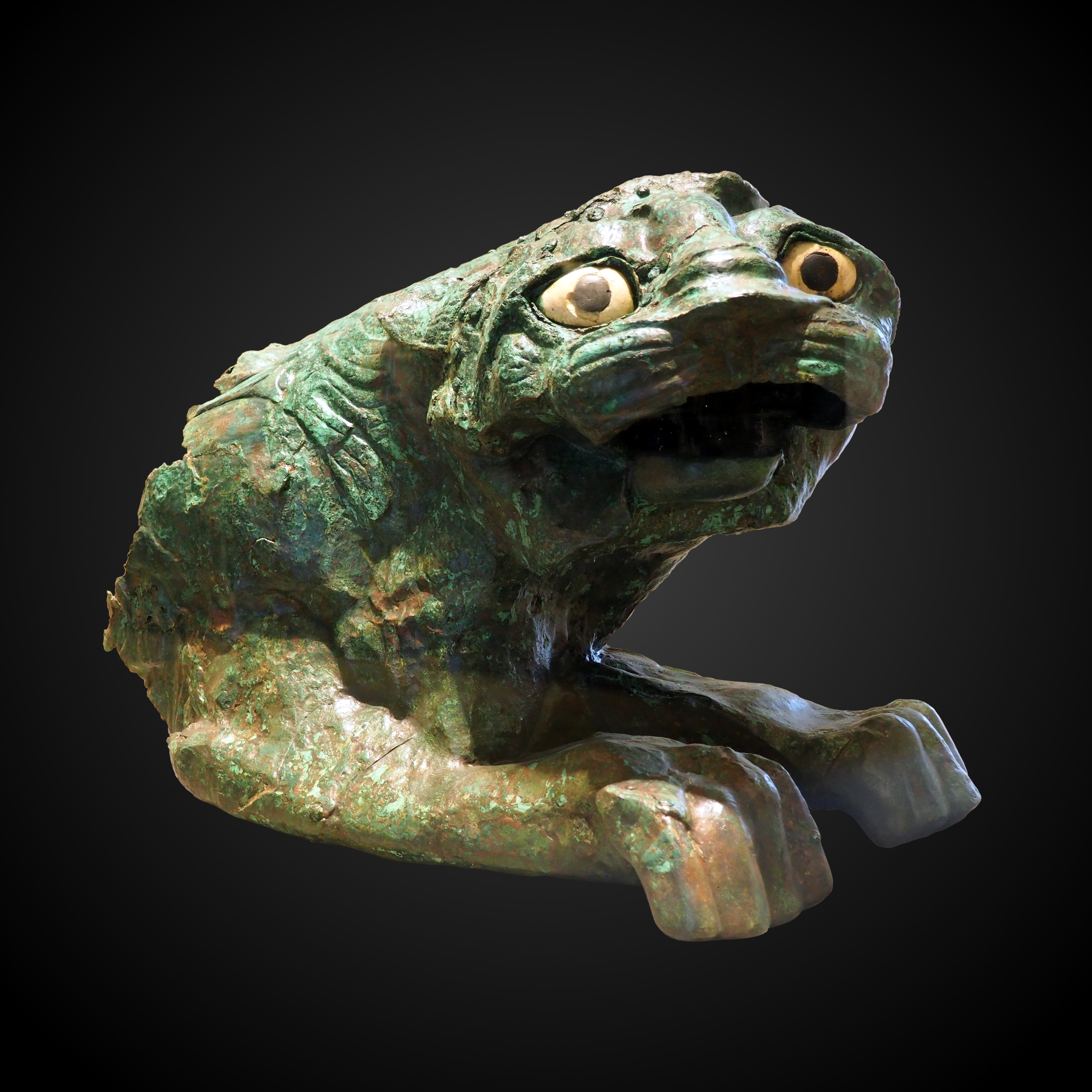
Estàtua de lleó, coure, II mil·lenni, descoberta a Mari, al temple dels Lleons

En el nivell III, que correspon a l'època dels šakkanakku, una gran muralla de rajola crua rodejava la ciutat, que va patir diverses renovacions. El gran palau es va reconstruir segons un nou pla i només va restar el recinte sagrat de l'època anterior. Es va construir un segon palau per servir de residència a la família reial o al mateix rei, i al seu subsòl dues grans sales hipogees havien d'albergar les tombes de la família reial, que van ser saquejades i no s'han trobat. En aquest període es van renovar alguns temples i se'n va construir un de nou, anomenat "temple dels lleons", associat a una terrassa alta. És de destacar el temple d'Ixtar.

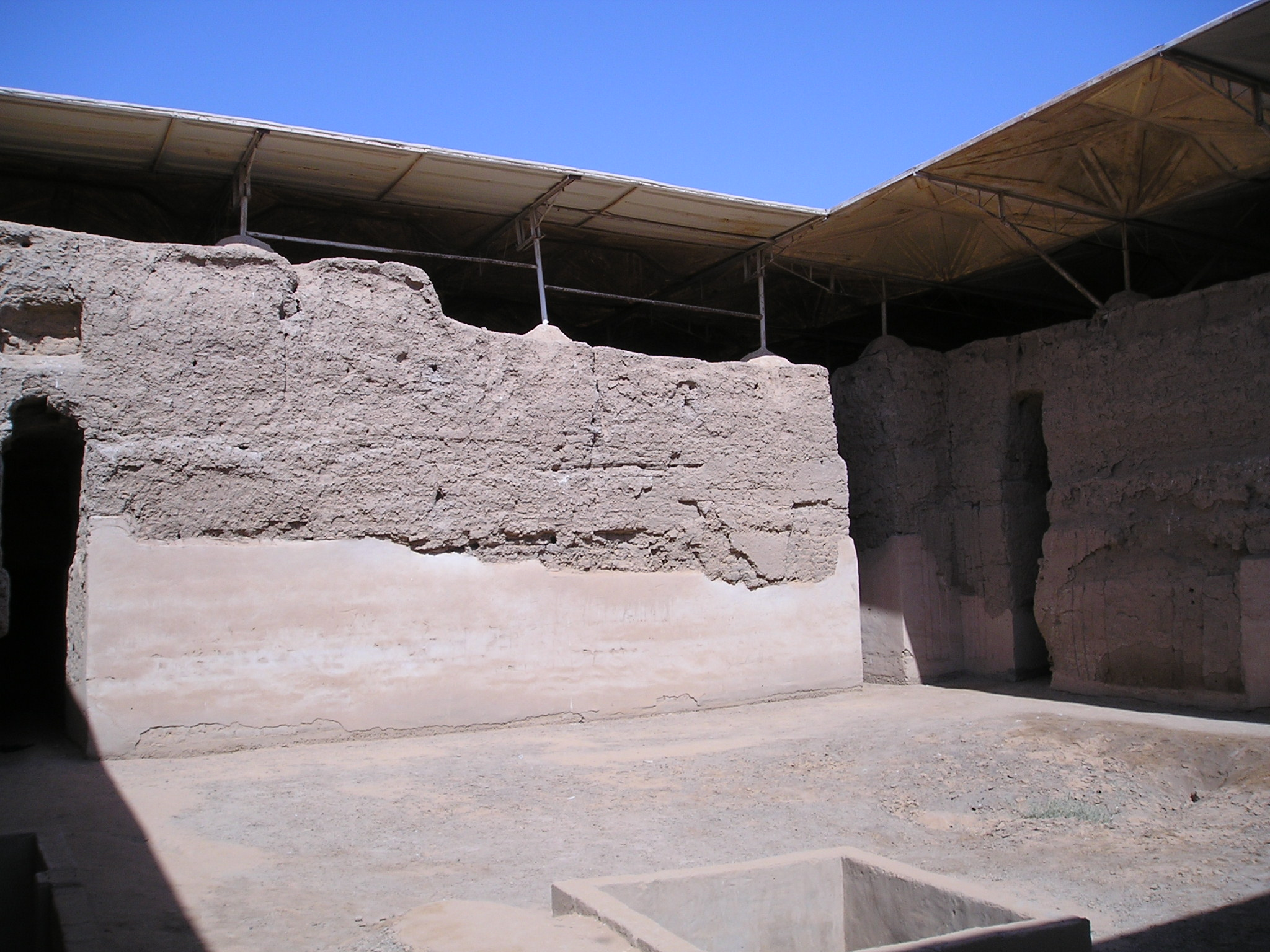
Pati interior del palau reial de Mari

El gran palau reial és el monument principal i es va anar renovant constantment fins a la seva destrucció final per Hammurabi cap a l'any 1759 aC, per la qual cosa el nivell més ben conegut és el darrer del regnat de Zimri-Lim, conservat en un estat força bo fins al moment de l'excavació (després l'exposició a l'aire lliure n'ha accelerat la degradació, igual que als altres edificis). El palau ocupava més de 3 hectàrees amb 260 sales; es pensa que el conjunt tenia 550 peces de mesura diferent en unitats ben estructurades servides per amplis passos i patis, i amb diverses dependències administratives, temples, capelles, sales oficials, sala del tron (de 25 x 11,5 metres i 12 metres d'alçada), casa reial (amb les habitacions reials, les dependències del servei, cuines, gestió, etc.) i la casa de les dones.
Després de la destrucció per Hammurabi, el Regne de Mari desapareix per un temps, i la ciutat passa a ser una població secundària dins l'Imperi babilònic. Quan els cassites van envair la baixa Mesopotàmia, el rei Iluma-Ilum de la dinastia del País de la Mar, els va expulsar, i sota direcció de Gandash es van dirigir cap a la vall de l'Eufrates, establint un regne a la zona (conegut com a Regne de Khana o Hana) amb capital a Terqa, que incloïa també Mari. Potser el 1670 aC s'estableixen branques separades a Terqa i a Mari. Quan els cassites de Mari van baixar al sud i van conquerir finalment Babilònia cap al 1470 aC, Mari va ser deixada de banda com a residència reial. Parsatatar o Parshatatar de Mitanni potser el 1460 aC va conquerir el territori. Mitanni es va enfonsar després davant els hitites i Assíria. Els hitites van dominar l'Eufrates a la segona meitat del segle xiii aC sota Subiluliuma I (1344-1320 aC) i el seu fill Piyasilis I de Karkemish i Ashtata (1330-1300 aC).
Posteriorment, Mari va passar a ser un poble petit sense importància, situació que va consolidar el desplaçament de les rutes comercials que evitaven l'Eufrates mitjà i l'Eufrates en general. Una petita comunitat va restar a Mari fins a la fi de l'era Selèucida, quan el lloc va ser totalment, finalment i definitivament abandonat.